# تامدي بولاق
تامدي بولاق هي مدينة ومركز مقاطعة تامدي في ولاية نواوي في أوزبكستان.